# برنامج المساعدات الفنية الباكستانية
برنامج المساعدة الفنية الباكستاني ( PTAP ) هو برنامج مساعدة ثنائي ومتعدد الأطراف ، مسؤول بشكل أساسي عن إدارة المساعدات الخارجية المدنية إلى البلدان الأخرى.  يعمل البرنامج من خلال إدارة التبرعات المالية ، والتدريب الصناعي ، ونقل الخبرات للدول النامية و للدول الشريكة التي لها علاقات خارجية مع باكستان.  منذ إنشائه في 1950s ، يوزع البرنامج مساعدات أجنبية يغطي 65 دولة نامية بما في ذلك من الشرق الأوسط وشرق آسيا وأفريقيا وأمريكا اللاتينية .
لتعزيز صورة باكستان في العالم النامي ، يقدم البرنامج التدريب والخبرات التعليمية في مجال الخدمات المصرفية التجارية والسكك الحديدية وصناعات مصانع الحديد الصلب والخدمات البريدية وتكنولوجيا المعلومات التي يتم ترتيبها بانتظام على أساس سنوي في باكستان وفي الخارج.  فيالمقابل هناك  برنامج استشاري عسكري يقتصر فقط على الدول الشريكة طويلة الأجل التي حافظت على علاقات صحية تاريخية مع باكستان.

## الدورات
- دورة الخدمات المصرفية التجارية الدولية في المعهد الوطني للأعمال المصرفية والمالية ، مصرف دولة باكستان في إسلام أباد.
- دورة البنوك المركزية الدولية في المعهد الوطني للمصارف والمالية ، مصرف دولة باكستان ، إسلام أباد.
- دورة السكك الحديدية المتقدمة أكاديمية السكك الحديدية الباكستانية في لاهور
- دورة الخدمات البريدية / تكنولوجيا المعلومات.

## التدريب الدولي
يتم احتضان التدريبات الدولية بشكل مشترك من قبل حكومة باكستان ومصرف الدولة الباكستاني في إطار برنامج المساعدة الفنية الباكستاني (PTAP).  البرامج التدريبية ممولة بالكامل ومتاحة لمرشحي البلدان النامية الصديقة.  الأهداف من  البرنامج التدريبي هي خلق وتعزيز النوايا الحسنة ، وتعزيز العلاقات الثنائية ، وتبادل الخبرات والمعرفة في مجال البنوك والتمويل.  على مدى العقود الثلاثة الماضية ، كان الطلب على البرامج مرتفعًا واستفاد عدد كبير من المصرفيين والموظفين الحكوميين والمسؤولين في حوالي 105 دولة نامية من البرنامج.  قام NIBAF بتنظيم واستضافة دورات تدريبية دولية في مجال البنوك المركزية والتجارية في كل فترة أربعة أسابيع حضرها 38 مشاركًا من حوالي 19 دولة نامية.  وشملت هذه البلدان بنغلاديش وسريلانكا وكمبوديا والأردن ونيبال والسنغال وتايلاند وأوزبكستان وملديف والسودان وإيران وملاوي وميانمار والسنغال وفيتنام وفيجي وأفغانستان وإندونيسيا.